# リッチモンド (バージニア州)

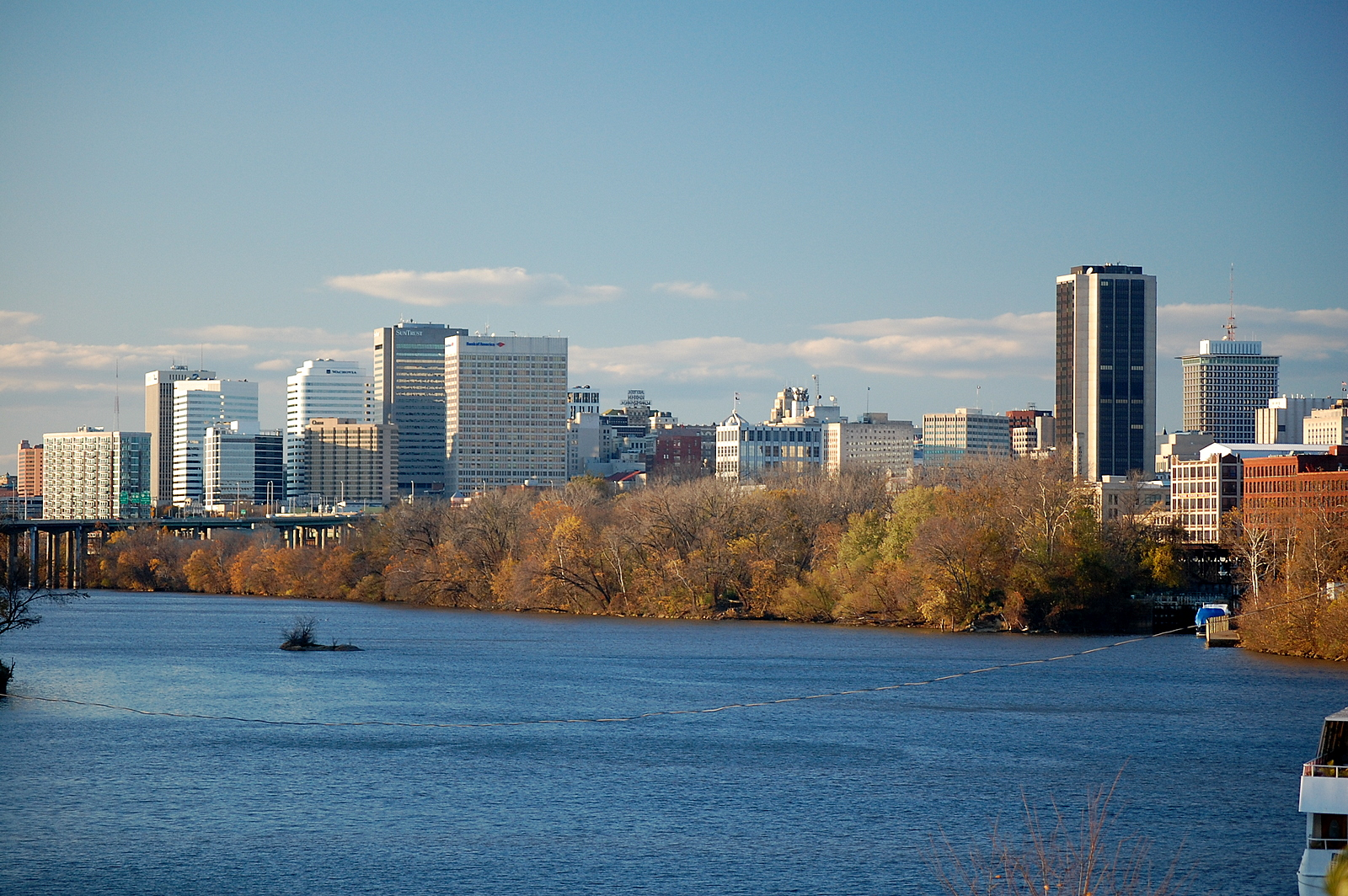
ジェームズ川からのダウンタウン・リッチモンド風景

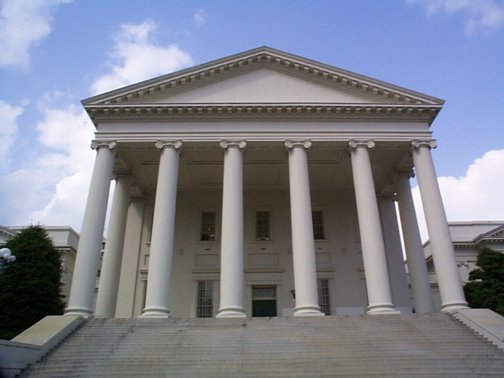
バージニア州議会

リッチモンド（英: Richmond）は、アメリカ合衆国バージニア州の州都。郡に属さない独立市である。人口は22万6610人（2020年）で、州内第4位である。リッチモンド都市圏の中核。ワシントンD.Cの南150キロメートルに位置している。
歴史の古い都市として知られ、近郊にはイギリスによる北米最初の恒久的植民地ジェームズタウンが位置していることから、1609年には最初の入植が試みられているが、町が形成されたのは1737年になってからである。アメリカ独立戦争時にはバージニア植民地の首都がウィリアムズバーグからリッチモンドに移され、イギリス軍の攻撃を受けることとなった。1861年に創設されたアメリカ連合国の首都が置かれたが、その後の南北戦争による戦禍を被り、市街地は壊滅した。
かつてはタバコの集散地として栄え、現在はタバコ、化学、薬品などの産業が中心で、タバコや食品業界で有名なフィリップモリスUSAの本社が置かれているほか、様々な業種の企業が本社を置いている。
また、1995年から産業創出と経済再生などを目指したバージニアバイオテクノロジーリサーチパークが設けられてから、多数の企業や政府、非営利団体が研究機関を置くようになるなど、全米有数のバイオテクノロジー研究最先端基地としての成長が著しい。2007年には地元経済を牽引してきたフィリップモリス社も350万ドルを投じ、同リサーチパークに研究施設を設けている。2010年現在、現在約3000人に上る研究者や技術者、学者が同リサーチパークで雇用されている。
バージニア美術館やバージニア科学美術館、バージニア・コモンウェルス大学、リッチモンド大学、バージニア・オペラ団、リッチモンド交響楽団、リッチモンド・バレエ団などがこの街に所在する。
また、13の合衆国控訴裁判所の一つ、第4巡回区の合衆国控訴裁判所および12の連邦準備銀行の一つ、リッチモンド連邦準備銀行がこの街に置かれている。
長年人口は減少傾向にあり全米有数の犯罪都市として知られていたが、近年人口は増加傾向に転じており治安は改善されつつある。

## 歴史
現在のリッチモンドの場所は、ヨーロッパ人の到来以前はポウハタン族の重要な集落であった。最初のヨーロッパ人によるこの地への定住は、近郊のジェームズタウンよりやってきたイングランド人によって1609年から始まったが、当初は定住に成功しなかった。1737年に、ウィリアム・バード2世（en:William Byrd II）によって市街開発の計画が進められ、ロンドン近郊の町の名前を取ってリッチモンドと名付けられることが決まった。これは、ジェームズ川の景観がイングランドのリッチモンドからのテムズ川の景観と似ていたためである。1742年にはリッチモンドの町が公式に設立された。アメリカ独立戦争中の1779年には、バージニア半島に位置しイギリス軍の攻撃にさらされやすいウィリアムズバーグに代わってバージニア植民地の首都となった。アメリカ独立後は州都となり、今日に至っている。リッチモンドはバージニア州最初の8郡（en: Shires of Virginia）の一つであるヘンライコ郡に所属する都市であったが、1871年には独立市となった。現在でも、ヘンライコ郡の郡庁所在地はリッチモンドである。
アメリカ独立戦争中の1775年、パトリック・ヘンリーによる「自由を与えよ。然らずんば死を (Give me Liberty, or give me Death!)」の演説はこの街のセント・ジョーンズ聖公会堂（St. John's Episcopal Church）で行われた。1781年にはイギリス軍によって街は焼き払われたが、すぐさま復興された。1786年には、リッチモンドの臨時議事堂でトマス・ジェファーソンが草稿したバージニア信教自由法が採択された。
水路が発達した交通の利点から、19世紀前半はタバコの集散地や鉄工や製粉などの工業地として栄えた。南北戦争時代には、1861年2月8日にアメリカ連合国（CSA）が建国されると、モンゴメリーがその首都となったが、同年5月23日にバージニアがCSAに加盟したことで、5月30日にCSAの首都はリッチモンドに移された。これは、アメリカ合衆国（USA）の首都ワシントンDCとすぐ近いことなど、戦略上重要な都市であったためである。USA軍がリッチモンド攻略を狙った半島方面作戦における七日間の戦いでは、CSA軍がリッチモンドに攻め入るUSA軍を撃退した。しかし、戦争中期のゲティスバーグの戦いなどを経て、戦局は不利となり、オーバーランド方面作戦、リッチモンド・ピータースバーグ方面作戦、そしてアポマトックス方面作戦によってついに、1865年4月3日にリッチモンドは陥落した。リッチモンド陥落により、CSAの本部はダンビルに移されたが、それから数日でCSAは降伏し、南北戦争は終結した。東部戦線における一連の戦闘による戦禍を被り、リッチモンドでは両軍共に多くの死傷者が出ることとなり、市街地は壊滅する被害を受けた。
20世紀初頭は解放された元黒人奴隷たちによって黒人ビジネスコミュニティがこの街に形成され、ジャクソン地区（en:Jackson Ward）は黒人のウォール街とまで呼ばれるようになった。

## 地理
アメリカ合衆国統計局によると、この都市は総面積162.0 km2 (62.5 mi2) 。このうち155.6 km2 (60.1 mi2) が陸地で6.4 km2 (2.5 mi2) が水地域である。総面積の3.96%が水地域となっている。ジェームズ川の航行可能な最高地点（瀑布線）、バージニア州のピードモント台地内に位置している。ピードモント台地は比較的低地や緩やかな丘隆が特徴で、海抜に近いタイドウォーター海岸地域とブルーリッジ山地の間に広がっている。
北にはヘンライコ郡が、南にはチェスターフィールド郡がリッチモンドを取り囲むように隣接している。
気候
| バージニア州リッチモンド（リッチモンド国際空港）、1981–2010年 標準、最低・最高 1887年–現在の気候 | バージニア州リッチモンド（リッチモンド国際空港）、1981–2010年 標準、最低・最高 1887年–現在の気候 | バージニア州リッチモンド（リッチモンド国際空港）、1981–2010年 標準、最低・最高 1887年–現在の気候 | バージニア州リッチモンド（リッチモンド国際空港）、1981–2010年 標準、最低・最高 1887年–現在の気候 | バージニア州リッチモンド（リッチモンド国際空港）、1981–2010年 標準、最低・最高 1887年–現在の気候 | バージニア州リッチモンド（リッチモンド国際空港）、1981–2010年 標準、最低・最高 1887年–現在の気候 | バージニア州リッチモンド（リッチモンド国際空港）、1981–2010年 標準、最低・最高 1887年–現在の気候 | バージニア州リッチモンド（リッチモンド国際空港）、1981–2010年 標準、最低・最高 1887年–現在の気候 | バージニア州リッチモンド（リッチモンド国際空港）、1981–2010年 標準、最低・最高 1887年–現在の気候 | バージニア州リッチモンド（リッチモンド国際空港）、1981–2010年 標準、最低・最高 1887年–現在の気候 | バージニア州リッチモンド（リッチモンド国際空港）、1981–2010年 標準、最低・最高 1887年–現在の気候 | バージニア州リッチモンド（リッチモンド国際空港）、1981–2010年 標準、最低・最高 1887年–現在の気候 | バージニア州リッチモンド（リッチモンド国際空港）、1981–2010年 標準、最低・最高 1887年–現在の気候 | バージニア州リッチモンド（リッチモンド国際空港）、1981–2010年 標準、最低・最高 1887年–現在の気候 |
| 月                                                                                               | 1月                                                                                              | 2月                                                                                              | 3月                                                                                              | 4月                                                                                              | 5月                                                                                              | 6月                                                                                              | 7月                                                                                              | 8月                                                                                              | 9月                                                                                              | 10月                                                                                             | 11月                                                                                             | 12月                                                                                             | 年                                                                                               |
| ------------------------------------------------------------------------------------------------ | ------------------------------------------------------------------------------------------------ | ------------------------------------------------------------------------------------------------ | ------------------------------------------------------------------------------------------------ | ------------------------------------------------------------------------------------------------ | ------------------------------------------------------------------------------------------------ | ------------------------------------------------------------------------------------------------ | ------------------------------------------------------------------------------------------------ | ------------------------------------------------------------------------------------------------ | ------------------------------------------------------------------------------------------------ | ------------------------------------------------------------------------------------------------ | ------------------------------------------------------------------------------------------------ | ------------------------------------------------------------------------------------------------ | ------------------------------------------------------------------------------------------------ |
| 最高気温記録 °C （°F）                                                                           | 27 (81)                                                                                          | 28 (83)                                                                                          | 34 (94)                                                                                          | 36 (96)                                                                                          | 38 (100)                                                                                         | 40 (104)                                                                                         | 41 (105)                                                                                         | 42 (107)                                                                                         | 39 (103)                                                                                         | 37 (99)                                                                                          | 30 (86)                                                                                          | 27 (81)                                                                                          | 42 (107)                                                                                         |
| 平均最高気温 °C （°F）                                                                           | 8.6 (47.4)                                                                                       | 10.7 (51.3)                                                                                      | 15.6 (60.0)                                                                                      | 21.3 (70.3)                                                                                      | 25.5 (77.9)                                                                                      | 30.1 (86.1)                                                                                      | 32.1 (89.7)                                                                                      | 30.9 (87.6)                                                                                      | 27.3 (81.2)                                                                                      | 21.7 (71.0)                                                                                      | 16.3 (61.4)                                                                                      | 10.4 (50.7)                                                                                      | 20.9 (69.6)                                                                                      |
| 日平均気温 °C （°F）                                                                             | 3.3 (37.9)                                                                                       | 4.9 (40.9)                                                                                       | 9.2 (48.6)                                                                                       | 14.6 (58.2)                                                                                      | 19.1 (66.4)                                                                                      | 24.1 (75.3)                                                                                      | 26.3 (79.3)                                                                                      | 25.3 (77.5)                                                                                      | 21.4 (70.6)                                                                                      | 15.4 (59.7)                                                                                      | 10.2 (50.4)                                                                                      | 5 (41.0)                                                                                         | 14.9 (58.8)                                                                                      |
| 平均最低気温 °C （°F）                                                                           | −2.1 (28.3)                                                                                      | −0.8 (30.5)                                                                                      | 2.8 (37.1)                                                                                       | 7.8 (46.1)                                                                                       | 12.8 (55.0)                                                                                      | 18.1 (64.5)                                                                                      | 20.5 (68.9)                                                                                      | 19.7 (67.4)                                                                                      | 15.6 (60.1)                                                                                      | 9.1 (48.3)                                                                                       | 4.1 (39.4)                                                                                       | −0.3 (31.4)                                                                                      | 8.9 (48.1)                                                                                       |
| 最低気温記録 °C （°F）                                                                           | −24 (−12)                                                                                        | −23 (−10)                                                                                        | −12 (10)                                                                                         | −7 (19)                                                                                          | −1 (31)                                                                                          | 4 (40)                                                                                           | 11 (51)                                                                                          | 8 (46)                                                                                           | 2 (35)                                                                                           | −6 (21)                                                                                          | −12 (10)                                                                                         | −19 (−2)                                                                                         | −24 (−12)                                                                                        |
| 降水量 mm （inch）                                                                               | 77.2 (3.04)                                                                                      | 70.1 (2.76)                                                                                      | 102.6 (4.04)                                                                                     | 83.1 (3.27)                                                                                      | 96 (3.78)                                                                                        | 99.8 (3.93)                                                                                      | 114.6 (4.51)                                                                                     | 118.4 (4.66)                                                                                     | 104.9 (4.13)                                                                                     | 75.7 (2.98)                                                                                      | 82.3 (3.24)                                                                                      | 82.8 (3.26)                                                                                      | 1,107.4 (43.6)                                                                                   |
| 降雪量 cm （inch）                                                                               | 9.9 (3.9)                                                                                        | 8.6 (3.4)                                                                                        | 1.5 (0.6)                                                                                        | 0.3 (0.1)                                                                                        | 0 (0)                                                                                            | 0 (0)                                                                                            | 0 (0)                                                                                            | 0 (0)                                                                                            | 0 (0)                                                                                            | 0 (0)                                                                                            | 0.5 (0.2)                                                                                        | 5.3 (2.1)                                                                                        | 26.2 (10.3)                                                                                      |
| 平均降水日数 （≥0.01 in）                                                                        | 9.7                                                                                              | 8.9                                                                                              | 10.3                                                                                             | 10.0                                                                                             | 10.8                                                                                             | 10.0                                                                                             | 11.4                                                                                             | 9.1                                                                                              | 8.4                                                                                              | 7.4                                                                                              | 8.3                                                                                              | 9.7                                                                                              | 114.0                                                                                            |
| 平均降雪日数 （≥0.1 in）                                                                         | 1.9                                                                                              | 1.9                                                                                              | 0.8                                                                                              | 0.1                                                                                              | 0                                                                                                | 0                                                                                                | 0                                                                                                | 0                                                                                                | 0                                                                                                | 0                                                                                                | 0.2                                                                                              | 1.2                                                                                              | 6.1                                                                                              |
| % 湿度                                                                                           | 67.9                                                                                             | 65.6                                                                                             | 63.0                                                                                             | 60.8                                                                                             | 69.5                                                                                             | 72.2                                                                                             | 74.8                                                                                             | 77.2                                                                                             | 77.0                                                                                             | 73.8                                                                                             | 69.1                                                                                             | 68.9                                                                                             | 70.0                                                                                             |
| 平均月間日照時間                                                                                 | 172.5                                                                                            | 179.7                                                                                            | 233.3                                                                                            | 261.6                                                                                            | 288.0                                                                                            | 306.4                                                                                            | 301.4                                                                                            | 278.9                                                                                            | 237.9                                                                                            | 222.8                                                                                            | 183.5                                                                                            | 163.0                                                                                            | 2,829                                                                                            |
| 日照率                                                                                           | 56                                                                                               | 59                                                                                               | 63                                                                                               | 66                                                                                               | 65                                                                                               | 69                                                                                               | 67                                                                                               | 66                                                                                               | 64                                                                                               | 64                                                                                               | 60                                                                                               | 55                                                                                               | 64                                                                                               |
| 出典：NOAA (relative humidity and sunshine hours 1961–1990)                                      |                                                                                                  |                                                                                                  |                                                                                                  |                                                                                                  |                                                                                                  |                                                                                                  |                                                                                                  |                                                                                                  |                                                                                                  |                                                                                                  |                                                                                                  |                                                                                                  |                                                                                                  |

## 治安
リッチモンドは、かつて治安が非常に悪い都市としても知られていた。殺人を初めとする犯罪発生率は全米と比較しても高い水準にあり、モーガン・クイットノー社による調べでは2004年に全米ワースト1位、2006年にワースト6位を記録している。尤も、80年代から90年代における殺人発生率は全米最悪級で、1990年～1995年までは毎年人口10万人あたり120人という数値（参考までに、全米随一の犯罪都市であるイーストセントルイスが2009年度で101人である）であり、市街地の空洞化、郊外化を一層進行、経済状況を一段と悪化させた。2008年以後は殺人発生率が過去最低を記録するなど治安の改善は進んでいるものの、15番目に危険な都市に選ばれていた。2010年では、78位と大きくランクを上げ、治安の悪い都市というイメージは払拭されてきている。

## 人口動勢
2000年国勢調査 によると、人口197,790人、84,549世帯、及び43,627家族が暮らしている。人口密度は1,271.3/km2 (3,292.6/mi2) 。593.1/km2 (1,536.2/mi2) の平均的な密度に92,282軒の住宅が建っている。人種的な構成は、白人38.30%、アフリカン・アメリカン57.19%、先住民0.24%、アジア1.25%、太平洋諸島系0.08%、その他の人種1.49%、混血1.46%となっている。また、人口の2.57%はヒスパニックまたはラテンアメリカ系である。
住民の21.8%が18歳未満の未成年、18歳以上24歳以下が13.1%、25歳以上44歳以下が31.7%、45歳以上64歳以下が20.1%、65歳以上が13.2%であり、中央値年齢は34歳。女性100人あたりの男性は87.1人で、18歳以上の女性100人あたりの男性は83.5人である。
世帯ごとの平均収入は31,121米ドルで、家族ごとの平均収入は38,348米ドルである。性別ごとの平均収入は男性は30,874米ドル、女性は25,880米ドルで、一人当たりの収入 (per capita income) は20,337米ドルである。人口の21.4%及び家族の17.1%は貧困線以下で、全人口のうち18歳未満の32.9%及び65歳以上の15.8%は貧困線以下の生活を送っている。

## 交通
空港
- リッチモンド国際空港（ヘンライコ郡内）

鉄道
- メインストリート駅
- リッチモンド・ステープルズ・ミル・ロード駅（ヘンライコ郡内）

高速道路
- 州間高速道路64号線
- 州間高速道路95号線
- 州間高速道路195号線
- 州間高速道路295号線

## スポーツ
バージニア州はいわゆるアメリカ4大プロスポーツのメジャーリーグ（最上位リーグ）に所属するチームを持たないが、リッチモンドには幾つかの主要なスポーツチームが置かれている。現在は、プロ野球マイナーリーグに所属するリッチモンド・フライングスクウォーレルズ、ユナイテッドサッカーリーグに所属するリッチモンド・キッカーズ、および女子フットボール連合（女子アメフトリーグ）に所属するリットモンド・ブラック・ウィドウズが、リッチモンドに拠点を置くプロチームである。以前、リッチモンドに拠点を置いていたプロチームについては、en:Sports in Richmond, Virginia#Former teamsを参照のこと。
1931年よりノースカロライナ州シャーロットのジム・クロケット・プロモーションズ、ワールド・チャンピオンシップ・レスリング、WWEなどがプロレスリング興行を本格的に行っており、ノースカロライナ州、サウスカロライナ州、バージニア州を地盤としたミッドアトランティック地区と呼ばれ、リッチモンド・コロシアムで大会が行われた。

## 姉妹都市
リッチモンドは6つの姉妹都市を有している。
| - ポーランド オルシュティン - イングランド リッチモンド・アポン・テムズ区 - ナミビア ウィントフック | - 日本 さいたま市 - 中国 鄭州市 - 韓国 議政府市 |